# Richemont-Banchereau
Jean Banchereau, sieur de Richemont, dit Richemont-Banchereau (né en 1612 à Saumur et mort en 1676 à Paris), est un jurisconsulte et auteur dramatique français.

## Biographie
Avocat au Parlement, Banchereau n'est connu que par deux pièces qu'il écrivit à vingt ans, publiées à Paris en 1632 :
- L'Espérance glorieuse ou Amour et Justice, tragi-comédie en cinq actes et en vers (dédiée au prince de Condé)
- Les Passions égarées ou le Roman du temps, tragi-comédie en cinq actes et en vers.

## Sources
- Antoine de Léris, Dictionnaire portatif historique et littéraire des théâtres, contenant l'origine des differens théâtres de Paris, seconde édition, revue, corrigée & considérablement augmentée, Paris, C. A. Jombert, 1758.
- Nouvelle biographie générale depuis les temps les plus reculés jusqu'à nos jours avec les renseignements bibliographiques et l'indication des sources à consulter, publiée par MM. Firmin Didot frères, sous la direction de M. le Dr Hoefer, 1852.
- « Banchereau (Richemond) », dans Pierre Larousse, Grand dictionnaire universel du XIXe siècle, Paris, Administration du grand dictionnaire universel, 15 vol., 1863-1890 [détail des éditions].